# 노바크 커털린
노바크 커털린 에버(헝가리어: Novák Katalin Éva, 1977년 9월 6일~)은 헝가리의 정치인이다. 헝가리 내각의 장관과 국민의회 의원, 피데스의 부대표를 역임했다. 2022년부터 2024년까지 헝가리의 대통령을 역임했다. 헝가리 최초의 여성 대통령이기도 하다.

## 교육
1996년 세게드에 있는 사그바리 엔드레 중등학교에서 교육을 마친 후, 그녀는 부다페스트 코르비누스 대학교에서 경제학을, 파리 낭테르 대학교, 세게드 대학교에서 법학을 공부했다. 그녀는 프랑스어, 영어와 독일어를 할 수 있다.

## 직업
노바크는 2001년 외무부에서 유럽 연합 및 유럽 문제 전문 분야에서 근무하기 시작했다. 2010년에 장관 고문이 되었고 2012년에는 인사부 장관으로 임명되었다.
2014년에는 인적자원부의 가족청소년담당 국무장관이 되었고, 2020년 10월에 장관이 되었다. 그녀는 2017년부터 피데스당의 부대표직을 맡고 있다.
2021년 12월 21일 오르반 빅토르 총리는 노바크 커털린을 2022년 헝가리 대통령 선거 후보로 추대했다. 노바크는 2022년 3월 10일에 헝가리 의회에서 실시된 헝가리 대통령 선거에서 188표 가운데 137표를 기록하여 당선되었다. 2022년 5월 14일에는 노바크의 대통령 취임식이 거행되었다.

## 개인 생활
노바크 커털린은 결혼했으며 슬하에 세 자녀를 두고 있다.

## 훈장
2019년에 그녀는 프랑스 레지옹 명예 훈장 경(Dame) 직위와 폴란드 공화국 공로훈장 총경 직위를 받았다.

## 역대 선거 결과
| 선거명      | 직책명          | 대수 | 정당   | 득표율 | 득표수 | 결과 | 당락 |
| ----------- | --------------- | ---- | ------ | ------ | ------ | ---- | ---- |
| 2022년 선거 | 헝가리의 대통령 | 6대  | 피데스 | 72.87% | 137표  | 1위  |      |